# Prix de cancérologie de la Fondation Simone et Cino Del Duca
Le prix de cancérologie de la fondation Simone et Cino Del Duca de l'Institut de France est une récompense scientifique créée par Simone Del Duca en 1985. Il est décerné par l'Académie des sciences. Le prix est doté de 15000 euros et est destiné à un chercheur de moins de 45 ans français ou étranger travaillant en France qui aura, par ses découvertes, permis une avancée significative des connaissances des mécanismes cellulaires conduisant à la transformation tumorale.

## Lauréats
- 2024 : Philippe Bousso[2]
- 2023 : François-Clément Bidard
- 2022 : Nadine Laguette
- 2021 : Céline Vallot
- 2020 : Jacky Goetz
- 2019 : Gaëlle Legube
- 2018 : William Bill Keyes et Jean-Ehrland Ricci
- 2017 : Raphaël Margueron et Ludovic Deriano
- 2016 : Manuel Théry
- 2015 : Kay‐Dietrich Wagner
- 2014 : Jean-Charles Soria
- 2013 : Danijela Matic Vignjevic
- 2012 : Hana Raslova
- 2011 : Jérôme Galon
- 2010 : Oliver Bischof
- 2009 : Matthew Albert
- 2008 : Clotilde Thery
- 2007 : Patrick Mehlen
- 2006 : Fatima Mechta-Grigoriou
- 2002 : Jaime de la Garza
- 2001 : Peter Harper
- 2000 : Nancy Brinker (en) et Margaret Foti
- 1999 : Herbert Pinero
- 1998 : Tetsuo Taguchi
- 1995 : Laurent Degos et Gabriel Hortobagyi
- 1991 : Marise Weil et Gianni Bonadonna
- 1987 : Umberto Veronesi et Vincent DeVita[3].